# Vriesea muelleri
Vriesea muelleri là một loài thuộc chi Vriesea. Đây là loài đặc hữu của Brasil.